# NGC 5163
NGC 5163 (również PGC 47096 lub UGC 8453) – galaktyka eliptyczna (E), znajdująca się w gwiazdozbiorze Wielkiej Niedźwiedzicy. Odkrył ją William Herschel 26 kwietnia 1789 roku.
W galaktyce tej zaobserwowano supernową SN 2009bs.